# Xenortholitha geminifera
Xenortholitha geminifera là một loài bướm đêm trong họ Geometridae.